# Санта Круз де ла Сијера
Санта Круз де ла Сијера (шп. Santa Cruz de la Sierra, „Свети крст у планини“) је град у департману Санта Круз и највећи град Боливије. По попису из 2009. има 1.614.618 становника. Налази се око 500 km источно од Ла Паза. 
Град је 26. фебруара 1561. основао шпански капетан Нуфло де Чавез. 
Провинција Санта Круз је врло богата природним гасом и то је темељ просперитета његовог главног града. Главна привредна грана у самом граду је прерада производа тропске пољопривреде: кафе, шећерне трске и дувана. Град Санта Круз даје 80% националне производње прехрамбених производа и 35% БДП Боливије. 
Санта Круз де ла Сијера је центар покрета који захтева већу регионалну аутономију од централне власти Боливије.

## Становништво
| 1976.   | 1992.   | 2001.     | 2012.     |
| ------- | ------- | --------- | --------- |
| 254.682 | 697.278 | 1.113.582 | 1.441.406 |

## Партнерски градови
- Округ Мајами-Дејд
- Puno
- Куритиба
- Ла Плата
- Taichung
- Росарио